# Ole Sylvester Jørgensen
Ole Sylvester Jørgensen, f. 1943, dansk speciallæge i børnepsykiatri, overlæge ved Bispebjerg Hospital i København og klinisk lektor i børne- og ungdomspsykiatri ved Københavns universitet.
Ole Sylvester Jørgensen er forsker i børneneuropsykiatri og har særligt interesseret sig for grænsetilstande mellem autismespektret og andre psykiatriske diagnoser som fx skizofreni.